# Алберто Контадор
Алберто Контадор (роден на 6 декември 1982 в Пинто, Мадрид) е испански бивш професионален колоездач, с прозвището „Ел Пистолеро“.
Той е победител през 2007 година в Обиколката на Франция с отбора на Discovery Channel. През 2008 печели Обиколката на Италия и Обиколката на Испания, а през 2009 отново печели Обиколката на Франция с отбора на Астана. През 2010 печели за трети път Обиколката на Франция. През 2011 и 2015 печели отново обиколката на Италия. Печели обиколката на Испания през 2012 и 2014. През 2011 г. заради обвинения в допинг са му отнети победите в Обиколката на Франция 2010 и Обиколката на Италия 2011 г. Така официално има 7 спечелени големи обиколки. Това го превръща в най-добрия многоетапник.

## Личен живот и начало на кариерата
Контадор е роден в Пинто в автономна общност от Мадрид, третото от четири деца. Той има по-големи брат и сестра и по-малък брат, който има церебрална парализа. Като малък Алберто практикува различни спортове като футбол и лека атлетика. Открива колоезденето на 14 години, благодарение на по-големия си брат Франсиско Хавиер.
На 16-годишна възраст прекъсвайки училище, той започва да се състезава в състезания в аматьорски нива в Испания, присъединява се към Real Velo Club Portillo от Мадрид. Въпреки че той няма победи тази година или следващата, той демонстрира много качества и скоро му дават прякора Пантани (по името на именития колоездач Марко Пантани, считан като един от най-добрите катерачи на всички времена), за неговите умения по катерене. През 2000 г. той печели първите си победи, няколко планински състезания от испанския аматьорски колоездачен календар.
През 2011 г. се жени за дългогодишната си приятелка Макарена. Когато не се състезава, той живее в Пинто. Обича птиците, като има колекция от канарчета и златни рибки. Има две кучета, които носят имената Тур (в чест на Тур дьо Франс) и Етна (на едноименния вулкан, който е част от много важен етап за испанския колоездач в Джиро д'Италия 2011).

## Професионална кариера

### Сезон 2002
Сезонът започва с колоездачни събития като Vuelta Al Basaya, Ruta Del Vino, Sierra Notre, Контадор е член на испанския национален отбор, печели националния шампионат по бягане по часовник.

### Сезон 2003
С отбора на ONCE-Eroski печели първата си победа: индивидуално бягане по часовник в последния етап от Обиколката на Полша.

### Сезон 2004
На 22 години Контадор вече познава както победите, така и трудностите и несправедливостите в колоезденето, но тепърва му предстои тежко изпитание; по време на езда в първия етап на Vuelta a Asturias получава колапс и загуба на съзнание, бързо е откаран в болница където е диагностициран с мозъчна ангиома, вродено състояние на мозъка, което изисква деликатна и рискована операция. Този здравословен проблем заплашва да приключи състезателната му кариера.

### Сезон 2005
След осем месеца трудното възстановяване Алберто се завръща на трасето, печели етапа на кралицата от Tour Down Under – Австралия, на финала си спомня думите които е казал на майка си след операцията: „Когато има воля, има начин.“ 

### Сезон 2007
След като е замесен в допинг скандал, Контадор е без професионален договор до средата на януари 2007 г., когато подписва с Discovery Channel. След наказанието на Майкъл Расмусен той печели за първи път Обиколката на Франция.

### Сезон 2008
Контадор взима участие в две от големите обиколки – Италия и Испания, които печели с лекота. По този начин се превръща в първия колоездач спечелил трите големи обиколки в рамките на една година (около 15 месеца).

### Сезон 2009
С отбора на Astana, Алберто Контадор печели още в началото на сезона класиката Париж-Ница. По време на Тур дьо Франс е съотборник с Ланс Армстронг, който се завръща в спорта след отказването му преди години. Контадор печели жълтата фланелка в 15 етап, след като атакува успешно и прави разлика на своите съперници, главно – братята Анди и Франк Шлек. До края на Тура, Алберто увеличава своята преднина. Освен етапа във Вербиер, той печели и етапа по часовник, като прави най-доброто време и изпреварва Фабиан Канчелара (един от най-добрите часовникари). По този начин Контадор печели за втори път Тур дьо Франс и доказва, че е един от големите шампиони на колоезденето.

### Сезон 2010
Сезон 2010 започва обещаващо за Контадор, като печели Париж – Ница, за втори път в своята кариера. Преди започването на Тур дьо Франс 2010, е считан за един от основните претенденти, заедно със състезателя на Саксо банк, Анди Шлек. Тура се развива особено интересно, когато на 15-ия етап Анди Шлек, получава механичен дефект, а Контадор атакува. Тази случка е особено критикувана от състезатели, журналисти и експерти, поради което испанецът проявява жест да се извини. Въпреки критиката, Контадор вече е с жълтата фланелка за лидер в състезанието. До края никой не успява да го победи и испанският ас става шампион в изданието. През същия сезон, Контадор подписва двугодишен договор със Саксо банк. В края на сезона се появява информация, че Контадор е употребявал забранени вещества по време на Тура.

### Сезон 2011
Независимо от твърденията за използване на кленбутерол, Контадор започва сезон 2011 с победа в обиколката на Мурсия. Алберто се състезава в обиколката на Италия през 2011. Контадор печели 9-ия етап на вулкана Етна, който се оказва ключов в цялото състезание. Контадор взима розовата фланелка и никой не успява да я свали от раменете му. Той е видимо с класи над всичките си противници. Независимо че трябва да се яви в Арбитражния съд, взима участие в Тур дьо Франс 2011. Формата му не е толкова добра и въпреки факта, че участва в множество падания, Контадор успява да завърши на 5-о място в крайното класиране.

### Сезон 2012
Контадор започва сезон 2012 без яснота относно допинг наказанието. На 6 февруари са му отнети победите в Тур дьо Франс 2010 и Джиро д Италия 2011, както и още много победи. Забранено му е участието в състезания до 5 август същата година, както и контракта му със Саксо банк е прекратен. На 8 юни от отбора обявяват, че Алберто Контадор, ще продължи да се състезава за тях. Първото му състезание е Енеко тур 2012 г. като подготовка за предстоящата Вуелта. Въпреки че не е в най-добрата си форма, с много тактически атаки, той успява да спечели пред Хоаким Родригес и Алехандро Валверде. Контадор печели втората Обиколка на Испания през живота си. По-късно през сезона, участва в класиката Милано – Торино, където печели и посвещава победата си на младия колоездач Виктор Кабедо, който губи живота си по-рано през седмицата.

### Сезон 2013
Сезон 2013 не се развива добре за Алберто Контадор, като единствената победа, която той има за сезона е Обиколката на Сейнт Луис още през януари. Той се разболява по време на Тирено – Адриатико, като това се отразява на целия му сезон. Контадор не може да достигне оптимална форма и завършва Обиколката на Франция на 4-то място. Качва се на почетната стълбичка, заедно със своите съотборници, за да получат наградата за първо място в отборното класиране. В края на сезона руският милиардер Олег Тинков, купува отбора, а Контадор остава звездата на тима.

### Сезон 2014
След не особено силната 2013 година, Контадор започва сезона ударно, като печели множество победи. Започва Тур дьо Франс в много добра спортна форма. Избягва паданията първата седмица, но губи време в петия етап, който е етап по павета. Нещастието за Контадор идва в 10-ия етап, където пада много тежко. След падането кара около 20 километра, но впоследствие се отказва. След състезанието става ясно, че при падането Алберто Контадор е счупил тибия (пищял). Неочаквано за всички, месец и половина след контузията, Контадор е на старта на Обиколката на Испания. Започва състезанието с отборен часовник, където Тинкофф-Саксо финишират на 8-о място, на 19 секунди от отбора на Мовистар, в чиито отбор са едни от главните му противници Алехандро Валверде и Наиро Кинтана. В първия планински етап успява да остане с главните противници и финишира трети зад Крис Фрум и Валверде. Показва подобрение в следващия планински етап, като успява да се откъсне от Фрум и Валверде. Преди часовника е на 3 секунди от червената фланелка, която е на гърба на Кинтана. Финишира 4-ти в часовника и успява да вземе червената фланелка на лидер в състезанието. Върпеки, че в последния етап губи време от другите претенденти, заради мокрото време, той има предостатъчен аванс, за да спечели Вуелтата за трети път. Контадор има три участия във Вуелта д'Испания и през 2014 г. я печели за трети път в кариерата си.

### Сезон 2015
В началото на 2015 г. Контадор и Олег Тинков, обявяват, че този сезон испанският колоездач ще се опита да направи дубъл, като спечели Обиколките на Франция и Италия в една година. Последният който е направил това е Марко Пантани през 1998 г. На първия етап от Джирото, неговият отбор се представя добре в бягането по часовник – завършвайки втори. Алберто печели 6 секунди на Фабио Ару,12 секунди на Ригоберто Уран и 20 секунди на Ричи Порт. Контадор взема розовата фланелка в 5-ия етап. На следващия ден обаче, при падане в спринта Контадор изкълчва рамото си. Успява да завърши, но преди награждаването го изкълчва още веднъж. Независимо от това, той продължава и задържа розовата фланелка. В 13-ия етап, един привидно спокоен и равнинен етап, той пада 3,2 километра преди финала и финишира на 42 секунди от Фабио Ару, като губи първото място в генералното класиране. На следващия ден обаче, 59 км бягане по часовник, Алберто доминира и взима лидерската фланелка отново. По време на 16-ия етап, Контадор има механичен проблем, като другите отбори се опитват да се възползват от това. Въпреки това испанският шампион настига Ару на Мортироло и му прави още 2 минути. По време на 20-ия етап Контадор губи малко време, но запазва розовата фланелка. Накрая печели състезанието с 1:53 минути пред втория Фабио Ару. С втората си официално спечелена Обиколка на Италия, той се присъединява към Бернар Ино, като втория колоездач, който печели повече от 1 победа в трите големи обиколки.

### Сезон 2016
През 2016 г. Алберто Контадор започва сезона нормално с обиколката на Каталуния. Заема 2-ро място в 3-тия етап. В генералното класиране на обиколката заема 2-рото място. Започва Обиколката на Паис Васко ударно и печели генералното класиране. В Париж-Ница прави атака на 6-ия етап която е неуспешна и това позволява на Геран Томас и Закарин да го настигнат и финишират заедно. До финала Контадор прави много атаки и заема второ място в генералното класиране на 4 секунди от Геран Томас. Участва в Критериум дю Дофине като печели първия етап и пази жълтата фланелка до петия, когато Крис Фрум му прави атака и печели етапа. Контадор прави атака в последния етап, но тя е безуспешна и завършва 5-и в генералното класиране на 35 секунди от Крис Фрум. Контадор започва тура в прекрасна спортна форма, но в първия етап пада на 56 километра до финала в много остър завой. Не губи време през първия етап, но нещастието идва във втория етап където пак пада и губи 1 минута от всичките си съперници. В петия етап губи 30 секунди от съперниците си. В осмия етап който е кралския етап той изостава много и в деветия етап се разболява и се отказва. След нещастието в Тура, той печели обиколката на Бургос и започва Вуелтата в прекрасна форма. В първия етап който е отборен часовник остава на 50 секунди от съперниците си в Movistar и Sky. Нещастието идва в 8-ия етап където пада. На следващия ден направи атака на Фрум и Валверде и си връща 20 секунди. В десетия етап губи доста време, както и в единадесетия. В четиринадесетия етап прави атака на Фрум и Кинтана но те го настигнаха и той губеше време. В петнадесетия етап прави брутална атака в началото където е последван от Кинтана и Брамбила. Станава четвърти в генералното класиране на 3 секунди от Чавес и 20 на Фрум. В деветнадесетия етап който е часовник той става трети пред Чавес на минута и 30 секунди. В двадесетия етап Губи време и остава четвърти в генералното класиране.
По време на Обиколката на Франция е съобщено че Контадор е в преговори с Трек-Сагафредо за сезон 2017. През септември тази новина е официално потвърдена, като е съобщено че съотборника и добър приятел на Контадор, Хесус Хернандес и спортния директор на Тинкоф, Стивън де Йонг също ще преминат в Трек.
|      | Отбор             |                                                                                   |
| ---- | ----------------- | --------------------------------------------------------------------------------- |
| 2007 | Discovery Channel | Обиколка на Франция, Париж-Ница, Обиколка на Кастилия                             |
| 2008 | Астана            | Обиколка на Кастилия, Обиколка на Италия, Обиколка на Испания, Обиколка на Баския |
| 2009 | Астана            | Обиколка на Франция, Национален шампион в часовника, Обиколка на Баския           |
| 2010 | Астана            | Париж – Ница                                                                      |
| 2011 | Team Saxo Bank    | Обиколка на Италия                                                                |
| 2012 | Team Saxo-Tinkoff | Обиколка на Испания                                                               |
| 2013 | Team Saxo-Tinkoff | Обиколка на Франция (отборно класиране)                                           |
| 2014 | Tinkoff-Saxo      | Обиколка на Испания, Тирено – Адриатико, Обиколка на Баския                       |
| 2015 | Tinkoff-Saxo      | Обиколка на Италия                                                                |
| 2016 | Tinkoff           | Обиколка на Баския, Обиколка на Бургос                                            |